# Stef Meerbergen
Stefaan (Stef) Meerbergen is een Belgische journalist voor de Vlaamse openbare omroep VRT.
Meerbergen begon zijn loopbaan bij de VRT in 2008 bij de sportdienst. Het Journaal, Terzake en Pano volgden. Hij maakte reportages in Noord-Korea en op Spitsbergen. Meerbergen maakt veel werk over religie, integratie en radicalisering.
Hij doet interviews voor verschillende duidingsprogramma's van de VRT. Tijdens het verkiezingsprogramma Iedereen kiest maakte hij opmerkelijke reportages over politieke thema’s. Hij is ook invaller voor het dagelijkse Canvas-programma Terzake.